# 網球王子音樂劇第三季
網球王子音樂劇第三季，繼網球王子音樂劇第一季及第二季受到廣大粉絲的支持後，於2015年2月開始再次進行的公演。
官方定為第三季，公演內容和第二季同樣由校內排名賽快速帶過，直接從地區預賽的不動峰之戰開始。

## 特色

### Dream Live
和第二季相同，儘管第三季也有屬於第三季的新歌，包含各校的主題曲，但在Dream Live的演唱會上還是會出現前兩季的歌曲，甚至有時會三季的歌曲變成一首歌的情況，這樣的情況與第二季相比，第三季要來的明顯，第三季的新歌比第二季來的多。

## 各公演與原著對照表
| 公演                                                               | 對戰學校                | 場面                        | 原著漫畫        |
| ------------------------------------------------------------------ | ----------------------- | --------------------------- | --------------- |
| ミュージカル『テニスの王子様』3rdシーズン 青学VS不動峰             | 校內排名賽 & 不動峰中學 | 校內排名賽 & 地區預賽・決賽 | 第1集 – 第5集   |
| ミュージカル『テニスの王子様』3rdシーズン 青学VS聖ルドルフ         | 聖魯道夫                | 東京都大會・複賽            | 第7集 – 第9集   |
| ミュージカル『テニスの王子様』3rdシーズン 青学VS山吹               | 山吹中學                | 東京都大會・決賽            | 第10集 – 第13集 |
| ミュージカル『テニスの王子様』3rdシーズン 青学VS氷帝               | 冰帝學園                | 關東大賽・第一輪            | 第13集 – 第18集 |
| ミュージカル『テニスの王子様』3rdシーズン 青學vs六角               | 六角中學                | 關東大賽・準決賽            | 第20集 – 第21集 |
| ミュージカル『テニスの王子様』3rdシーズン 青學vs立海               | 立海大附中              | 關東大賽・決賽              | 第21集 – 第27集 |
| ミュージカル『テニスの王子様』3rdシーズン 青學vs比嘉               | 比嘉中學                | 全國大賽・二回戰            | 第29集 – 第31集 |
| ミュージカル『テニスの王子様』3rdシーズン 全国大会 青学vs氷帝      | 冰帝學園                | 全國大賽・複賽              | 第32集 – 第35集 |
| ミュージカル『テニスの王子様』3rdシーズン 青学vs四天宝寺           | 四天宝寺中學            | 全國大賽・準決賽            | 第35集 – 第39集 |
| ミュージカル『テニスの王子様』3rdシーズン 全国大会 青學vs立海 前篇 | 立海大附中              | 全國大賽・決賽              | 第39集 – 第42集 |
| ミュージカル『テニスの王子様』3rdシーズン 全国大会 青學vs立海 後篇 | 立海大附中              | 全國大賽・決賽              | 第39集 – 第42集 |

## 公演一覽表
ミュージカル『テニスの王子様』3rdシーズン 青学VS不動峰
東京Preview：2015年2月13日 - 2月15日 IN TOKYO DOME CITY HALL
台灣：2015年2月28日 - 3月1日 IN 台北 親子劇場
香港：2015年3月7日 - 3月8日 IN 香港理工大學 賽馬會綜藝館
東京：2015年3月20日 - 3月30日 IN 日本青年館 大ホール
福岡：2015年4月3日 - 4月5日 IN キャナルシティ劇場
仙台：2015年4月11日 - 4月12日 IN 名取市文化会館 大ホール
愛知：2015年4月16日 - 4月19日 IN 刈谷市総合文化センター 大ホール
大阪：2015年1月23日 - 5月3日 IN 大阪メルパルクホール
東京凱旋：2015年5月9日 - 5月17日 IN TOKYO DOME CITY HALL
ミュージカル『テニスの王子様』Team Live SEIGAKU
東京：2015年6月10日 - 6月14日 IN AiiA 2.5 Theater Tokyo
京都：2015年6月27日 - 6月28日 IN 京都劇場
ミュージカル『テニスの王子様』Team Live  FUDOMINE
東京：2015年7月29日 - 8月1日 IN AiiA 2.5 Theater Tokyo
京都：2015年8月8日 - 8月9日 IN 京都劇場
ミュージカル『テニスの王子様』3rdシーズン 青学vs聖ルドルフ
東京：2015年9月5日 - 9月13日 IN TOKYO DOME CITY HALL
宮城：2015年9月19日 - 9月20日 IN 多賀城市民会館 大ホール
愛知：2015年9月25日 - 9月27日 IN 名古屋文理大学文化フォーラム 大ホール
大阪：2015年10月2日 - 10月12日 IN 大阪メルパルクホール
福岡：2015年10月23 日 - 10月25日 IN キャナルシティ劇場
東京凱旋：2015年10月30日 - 11月3日 IN TOKYO DOME CITY HALL （大千秋樂於台灣及香港皆有現場直播）
ミュージカル『テニスの王子様』3rdシーズン 青学vs山吹
東京：2015年12月24日 - 12月27日 IN TOKYO DOME CITY HALL
大阪：2015年12月30日 - 2016年1月10日 IN 大阪メルパルクホール
愛知：2016年1月15日 - 1月17日 IN 日本特殊陶業市民会館 ビレッジホール
福岡：2016年1月29日 - 1月31日 IN キャナルシティ劇場
宮城：2016年2月6日 - 2月7日 IN 多賀城市民会館 大ホール
東京凱旋：2016年2月12日 - 2月21日 IN TOKYO DOME CITY HALL （大千秋樂於台灣及香港皆有現場直播）
ミュージカル『テニスの王子様』Team Live St.RUDOLPH · YAMABUKI
京都：2016年3月17日 - 3月20日 IN 京都劇場
東京：2016年3月29日 - 4月3日  IN AiiA 2.5 Theater Tokyo
ミュージカル『テニスの王子様』コンサート Dream Live 2016
大阪：2016年5月13日 - 5月15日 IN オリックス劇場
橫濱：2016年5月20日 - 5月22日 IN パシフィコ横浜 国立大ホール
ミュージカル『テニスの王子様』3rdシーズン 青学vs氷帝
東京：2016年7月14日 - 7月24日 IN TOKYO DOME CITY HALL
大阪：2016年8月10日 - 8月21日 IN 大阪メルパルクホール
愛知：2016年8月27日 - 8月28日 IN 名名古屋国際会議場 センチュリーホール
宮城：2016年9月3日 - 9月4日 IN 多賀城市民会館 大ホール
福岡：2016年9月10日 - 9月11日 IN 福岡サンパレス ホテル&ホール
上海：2016年9月15日 - 9月17日 IN 美琪大戯院
東京凱旋：2016年9月22日 - 9月25日 IN TOKYO DOME CITY HALL （大千秋樂於台灣及香港皆有現場直播）
ミュージカル『テニスの王子様』3rdシーズン 青学vs六角
東京：2016年12月22日 - 12月25日 IN TOKYO DOME CITY HALL
大阪：2016年12月30日 - 2017年1月8日 IN 大阪メルパルクホール
愛知：2017年1月20日 - 1月22日 IN 日本特殊陶業市民会館 ビレッジホール
宮城：2017年1月28日 - 1月29日 IN 多賀城市民会館 大ホール
福岡：2017年2月3日 - 2月5日 IN キャナルシティ劇場
東京凱旋：2017年2月9日 - 2月12日 IN TOKYO DOME CITY HALL （大千秋樂於台灣及香港皆有現場直播）
ミュージカル『テニスの王子様』Team Live HYOTEI
東京：2017年4月12日 - 4月16日 IN TOKYO DOME CITY HALL
大阪：2017年4月19日 - 4月23日 IN 梅田芸術劇場 メインホール
ミュージカル『テニスの王子様』Dream Live 2017
橫濱：2017年5月26日 - 5月28日 IN 横浜アリーナ
ミュージカル『テニスの王子様』3rdシーズン 青学vs立海
東京：2017年7月14日 - 7月23日 IN TOKYO DOME CITY HALL
大阪：2017年8月3日 - 8月13日 IN 大阪メルパルクホール
愛知：2017年8月26日 - 8月27日 IN 名古屋国際会議場 センチュリーホール
福岡：2017年9月2日 - 9月3日 IN キャナルシティ劇場
宮城：2017年9月9日 - 9月10日 IN 多賀城市民会館 大ホール
東京凱旋：2017年9月22日 - 10月1日 IN TOKYO DOME CITY HALL （大千秋樂於台灣及香港皆有現場直播）
ミュージカル『テニスの王子様』TEAM Party SEIGAKU · ROKKAKU
京都：2017年10月26日 - 10月29日 IN 京都劇場
東京：2017年10月31日 - 11月5日  IN AiiA 2.5 Theater Tokyo
ミュージカル『テニスの王子様』3rdシーズン 青学vs比嘉
東京：2017年12月21日 - 12月24日 IN TOKYO DOME CITY HALL
大阪：2017年12月28日 - 2018年1月7日 IN 大阪メルパルクホール
福岡：2018年1月13日 - 1月14日 IN 福岡サンパレス ホテル&ホール
愛知：2018年1月19日 - 1月21日 IN 日本特殊陶業市民会館 ビレッジホール
宮城：2018年1月27日 - 1月28日 IN 岩沼市民会館 大ホール
東京凱旋：2018年2月8日 - 2月18日 IN TOKYO DOME CITY HALL （大千秋樂於台灣及香港皆有現場直播）
ミュージカル『テニスの王子様』TEAM Party RIKKAI
東京：2018年4月5日 - 4月8日  IN 日本青年館ホール
ミュージカル『テニスの王子様』15周年記念コンサート Dream Live 2018
神戶：2018年5月5日 - 5月6日 IN 神戸ワールド記念ホール
橫濱：2018年5月19日 - 5月20日 IN 横浜アリーナ
ミュージカル『テニスの王子様』3rdシーズン 全國大會 青學vs氷帝
東京：2018年7月12日 - 7月22日 IN TOKYO DOME CITY HALL
大阪：2018年8月1日 - 8月12日 IN 大阪メルパルクホール
福岡：2018年8月18日 - 8月19日 IN アルモニーサンク北九州ソレイユホール
岐阜：2018年9月1日 - 9月2日 IN バロー文化ホール（多治見市文化会館）大ホール
宮城：2018年9月8日 - 9月9日 IN 多賀城市民会館 大ホール
東京凱旋：2018年9月20日 - 9月24日 IN TOKYO DOME CITY HALL （大千秋樂於台灣及香港皆有現場直播）
ミュージカル『テニスの王子様』TEAM Party SEIGAKU · HIGA
東京：2018年10月17日 - 10月21日  IN AiiA 2.5 Theater Tokyo
京都：2018年10月25日 - 10月28日 IN 京都劇場
ミュージカル『テニスの王子様』3rdシーズン 青学vs四天宝寺
東京：2018年12月20日 - 12月25日 IN 日本青年館ホール
大阪：2018年12月29日 - 2019年1月13日 IN 大阪メルパルクホール
岐阜：2019年1月26日 - 1月27日 IN バロー文化ホール（多治見市文化会館）大ホール
宮城：2019年2月2日 - 2月3日 IN 多賀城市民会館 大ホール
東京凱旋：2019年2月7日 - 2月17日 IN TOKYO DOME CITY HALL（大千秋樂於台灣及香港皆有現場直播）
ミュージカル『テニスの王子様』TEAM Party SHITENHOJI
大阪：2019年5月23日 - 5月26日 IN 大阪メルパルクホール
東京：2019年5月28日 - 6月1日  IN AiiA 2.5 Theater Tokyo
ミュージカル『テニスの王子様』3rdシーズン 全國大會 青學vs立海 前篇
東京：2019年7月11日 - 7月21日 IN TOKYO DOME CITY HALL
大阪：2019年7月26日 - 8月12日 IN 大阪メルパルクホール
愛知：2019年8月17日 - 8月18日 IN 日本特殊陶業市民会館 ビレッジホール
福岡：2019年8月31日 - 9月1日 IN アルモニーサンク北九州ソレイユホール
宮城：2019年9月7日 - 9月8日 IN 多賀城市民会館 大ホール
東京凱旋：2019年9月19日 - 9月29日 IN TOKYO DOME CITY HALL
ミュージカル『テニスの王子様』秋の大運動会2019
横浜：2019年10月8日 - 10月9日  IN 横浜アリーナ
ミュージカル『テニスの王子様』3rdシーズン 全國大會 青學vs立海 後篇
東京：2019年12月19日 -12月24日 IN 日本青年館ホール
大阪：2019年12月28日 - 2020年1月12日 IN 大阪メルパルクホール
宮城：2020年1月77日 - 1月19日 IN 多賀城市民会館 大ホール
愛知：2020年1月24日 - 1月26日 IN アイプラザ豊橋
福岡：2020年1月31日 - 2月日 IN アルモニーサンク北九州ソレイユホール
東京凱旋：2020年2月6日 - 2月16日 IN TOKYO DOME CITY HALL
ミュージカル『テニスの王子様』コンサート Dream Live 2020【公演中止】
大阪：2020年5月22日 - 5月24日 IN 大阪城ホール
橫濱：2020年5月29日 - 5月31日 IN びあアリーナMM

## 3rd歷代網舞演員出演陣容
- 補足：與第二季相同，所有演員陣容將接續第二季的陣容繼續往下編輯。其他季度演員資訊請參閱「網球王子音樂劇」及「網球王子音樂劇第二季」及「網球王子音樂劇第四季」

### 青春學園演員陣容

#### 青学八代演員陣容（青学VS不動峰 — 青学VS氷帝）
- 越前 龍馬：古田 一紀（日语：古田一紀）
- 手塚 國光：財木 琢磨（日语：財木琢磨）
- 大石 秀一郎：石田 隼（日语：石田 隼）
- 不二 周助：神里 優希
- 菊丸 英二：本田 礼生（日语：本田礼生）
- 乾 貞治：田中 涼星（日语：田中涼星）
- 河村 隆：滝川 広大（日语：滝川広大）
- 桃城 武：眞嶋 秀斗（日语：眞嶋秀斗）
- 海堂 薰：佐奈 宏紀（日语：佐奈宏紀）
- 堀尾 聰史：志茂 星哉（日语：志茂星哉）
- 加藤 勝郎：篠原 立（日语：篠原立）
- 水野 勝雄：晒科 新（日语：晒科新）

#### 青学九代演員陣容（青学VS六角 — DREAM LIVE 2018）
- 越前 龍馬：阿久津 仁愛
- 手塚 國光：宇野 結也（日语：宇野結也）
- 大石 秀一郎：松村 優（日语：松村優 (俳優)）
- 不二 周助：定本 楓馬（日语：定本楓馬）
- 菊丸 英二：永田 聖一朗（日语：永田聖一朗）
- 乾 貞治：加藤 将（日语：加藤将）
- 河村 隆：鈴木 雅也（日语：鈴木雅也）
- 桃城 武：吉村 駿作（日语：吉村駿作）
- 海堂 薰：牧島 輝（日语：牧島輝）
- 堀尾 聰史：相馬 眞太（日语：相馬眞太）
- 加藤 勝郎：奥井 那我人（日语：奥井那我人）
- 水野 勝雄：畠山 紫音（日语：畠山紫音）

#### 青学十代演員陣容[5]（全國冰帝 — DREAM LIVE 2020）
- 越前 龍馬：阿久津 仁愛
- 手塚 國光：青木 瞭（日语：青木瞭）
- 大石 秀一郎：江副 貴紀（日语：江副貴紀）
- 不二 周助：皆木 一舞（日语：皆木一舞）
- 菊丸 英二：田口 司（日语：田口司）
- 乾 貞治：竹之内 大輔（日语：竹ノ内大輔）
- 河村 隆：岩田 知樹（日语：岩田知樹）
- 桃城 武：大久保 樹（日语：大久保樹）
- 海堂 薰：中島 拓人（日语：中島拓人）
- 堀尾 聰史：琉翔（日语：琉翔）
- 加藤 勝郎：中三川 歳輝（日语：中三川歳輝）
- 水野 勝雄：奥田 夢叶（日语：奥田夢叶）

### 不動峰三代演員陣容（青學：八代）
- 橘 桔平：青木 空夢（日语：青木空夢）
- 伊武 深司：健人（日语：健人）
- 神尾 彰：伊崎 龍次郎（日语：伊崎龍次郎）
- 石田 鐵：中村 太郎（日语：中村太郎）
- 櫻井 雅也：諒太郎（日语：諒太郎）
- 内村 京介：高根 正樹（日语：高根正樹）
- 森 辰徳：小林 辰也（日语：小林辰也）

### 聖魯道夫三代演員陣容（青學：八代）
- 観月 初：宮城 紘大（日语：宮城紘大）
- 不二 裕太：大原 海輝（日语：大原海輝）
- 赤澤 吉朗：中尾 拳也（日语：中尾拳也）
- 柳澤 慎也：尾関 陸（日语：尾関陸）
- 木更津 淳：佐藤 祐吾（日语：佐藤祐吾）
- 金田 一郎：上村 海成（日语：上村海成）
- 野村 拓也：佐川 大樹（日语：佐川大樹）

### 山吹三代演員陣容（青學：八代）
- 千石 清純：森田 桐矢（日语：森田桐矢）
- 亞久津 仁：川上 将大（日语：川上将大）
- 南 健太郎：北川 尚弥（日语：北川尚弥）
- 東方 雅美：辻 凌志朗（日语：辻凌志朗）
- 室町 十次：仁科 祐二
- 新渡米 稲吉：登野城 佑真（日语：登野城佑真）
- 喜多 一馬：蒼木 陣（日语：蒼木陣）
- 壇 太一：佐野 真白（日语：佐野真白）

### 冰帝四代演員陣容（青學：八代、九代、十代）
- 跡部 景吾：三浦 宏規
- 忍足 侑士：井阪 郁巳（日语：井阪郁巳）
- 向日 岳人：北乃 颯希（日语：北乃颯希）
- 宍戸 亮：小早川 俊輔（日语：小早川俊輔）
- 芥川 慈郎：田村 升吾（日语：田村升吾）
- 滝 萩之介：山﨑 晶吾（日语：山﨑晶吾）
- 樺地 崇弘：八巻 貴紀（日语：八巻貴紀）
- 鳳 長太郎：渡辺 碧斗（日语：渡辺碧斗）
- 日吉 若：内海 啓貴（日语：内海啓貴）

### 六角三代演員陣容（青學：九代）
- 葵 剣太郎：矢代 卓也（日语：矢代卓也）
- 佐伯 虎次郎：二葉 要（日语：二葉要）
- 樹 希彥：高木 眞之介（日语：高木眞之介）
- 天根 光：坂垣 怜次（日语：坂垣怜次）
- 黒羽 春風：陽向 謙斗
- 木更津 亮：佐藤 祐吾（日语：佐藤祐吾）
- 首藤 聡：千葉 冴太

### 立海四代演員陣容（青學：九代、十代）
- 幸村 精市：立石 俊樹（日语：立石俊樹）
- 真田 弦一郎：田鶴 翔吾（日语：田鶴翔吾）
- 柳 蓮二：井澤 巧麻
- 柳生 比呂士：大隅 勇太（日语：大隅勇太）
- 仁王 雅治：後藤 大（日语：後藤大）
- 胡狼 桑原：川﨑 優作（日语：川崎優作）
- 丸井 聞太：大薮 丘（日语：大薮丘）
- 切原 赤也：前田 隆太朗（日语：前田隆太朗）

### 比嘉三代演員陣容（青學：九代）
- 木手 永四郎：武藤 賢人（日语：武藤賢人）
- 知念 寛：雷太（日语：雷太）
- 平古場 凛：岩城 直弥（日语：岩城直弥）
- 甲斐 裕次郎：吉澤 翼（日语：吉澤翼）
- 田仁志 慧：高田 誠
- 不知火 知弥：園村 将司
- 新垣 浩一：松井 遥己（日语：松井遥己）

### 四天宝寺三代演員陣容（青學：十代）
- 白石 藏之介：増子 敦貴（日语：増子敦貴）
- 小石川 健二郎：安東 秀大郎（日语：安東秀大郎）
- 千歲 千里：江本 光輝（日语：江本光輝）
- 金色 小春：森田 力斗
- 一氏 裕次：谷津 翼（日语：谷津翼）
- 忍足 謙也：千田 京平（日语：千田京平）
- 石田 銀：森 一平
- 財前 光：廣野 凌大（日语：廣野凌大）
- 遠山 金太郎：平松 來馬（日语：平松來馬）
- 渡邊 修：碕 理人（日语：碕理人）

### 特別演出
- 越前南次郎：森山栄治 （页面存档备份，存于）／冨田 昌則 （页面存档备份，存于）

## 3rd歷代青學的畢業歌
繼1st及2nd，當然第三季的青學也要有屬於自己的畢業歌
- 八代：未来へ（朝向未來）
- 九代：心のスケッチ（心的素描）
- 十代：THANK YOU & GOOD BYE

## 第三季公演安可曲
| 歌曲                                                         | 初唱                          | 第三季狀況                                                                  | 備住                                                                   |
| ------------------------------------------------------------ | ----------------------------- | --------------------------------------------------------------------------- | ---------------------------------------------------------------------- |
| ニュー・ウェーブ（NEW WAVE）                                 | 青学vs不動峰（第三季）        | 使用中                                                                      | 實屬第三季的安可曲，後期與前兩季和第三季的安可曲有時會合併成組曲演唱。 |
| Jumping up! High touch!                                      | 青学VS不動峰（第二季）        | 使用中                                                                      | 第二季的安可曲，但有的時候會與第三季的安可曲組成安可組曲。             |
| シャカリキ・ファイト・ブンブン（Shakariki・Fight・BungBung） | 青学vs山吹（第三季）          | 使用中                                                                      | 實屬第三季的安可曲，後期與前兩季和第三季的安可曲有時會合併成組曲演唱。 |
| STILL HOT IN MY HEART                                        | 青学vs六角（第三季）          | 使用中                                                                      | 實屬第三季的安可曲，後期與前兩季和第三季的安可曲有時會合併成組曲演唱。 |
| On My Way                                                    | 冰帝學園冬公演（第一季）      | 使用中                                                                      | 第一季的安可曲，有時會與第二季和第三季的安可曲有時會合併成組曲演唱。   |
| F・G・K・S                                                   | Dream Live 4th（第一季）      | 只在Dream Live 2017唱過                                                     | 第一季的安可曲。                                                       |
| THAT'S MY FUTURE! LET'S GO!                                  | Dream Live 2011               | ミュージカル『テニスの王子様』青學vs立海                                    | 第二季的安可曲，但有的時候會與第三季的安可曲組成安可組曲。             |
| We Are Always Together                                       | 青學vs比嘉（第二季）          | 由於網舞將於2018年迎接15周年，故於第三季的青學vs比嘉再及Dream Live 2018使用 | 第二季的安可曲。                                                       |
| スマイル・アンド・ティアズ（Smile And Tears）                | 全国大会 青学vs氷帝（第三季） | 使用中                                                                      | 實屬第三季的安可曲，後期與前兩季和第三季的安可曲有時會合併成組曲演唱   |

## Dream Live 相關

### Dream Live 2017
全5場的演唱會皆邀請了包含第三季的歷代演出者作為該場次的嘉賓，訪談由飾演初代 桃城 武及第三季 越前南次郎的森山榮治進行主持。
2017年5月26日
夜：多和田秀彌（七代 手塚国光）、稻垣成彌（七代乾 貞治）、章平（七代 河村 隆）、木村達成（七代 海堂 薰）
2017年5月27日
昼：鎌苅健太（初代 宍戸 亮）、瀬戸祐介（二代 鳳 長太郎）、桑野晃輔（三代 宍戸 亮）、白洲 迅（三代 鳳 長太郎）
夜：川原一馬（初代 葵 劍太郎）、汐崎アイル（初代 天根 光）、加藤良輔（初代 木更津 純·木更津 亮）
2017年5月28日
昼：壽里（初代 亞久津 仁）、寺山武志（二代 東方雅美）、小野賢章（二代 室町十次）、岸本卓也（二代 亞久津 仁）
夜：財木琢磨（八代 手塚国光）、神里優希（八代 不二周助）、本田禮生（八代 菊丸英二）、佐奈宏紀（八代 海堂 薰）

### Dream Live 2018
與Dream Live 2013同為周年紀念演唱會，是網舞的十五周年演唱會也是青學九代的畢業演唱會。

全7場的演唱會皆邀請了包含第三季的歷代演出者作為該場次的嘉賓，訪談由飾演初代 大石秀一郎的土屋裕一進行主持。
2018年5月5日
昼：荒木宏文（二代 乾 貞治）、小谷嘉一（二代 河村 隆）
夜：鈴木裕樹（二代 大石秀一郎）、足立 理（二代 菊丸英二）
2018年5月6日
昼：土井一海（二代 木手永四郎）、荒牧慶彦（二代 甲斐裕次郎）
2018年5月19日
昼：加藤和樹（初代 跡部景吾）、齊藤 工（初代 忍足侑士）、河合龍之介（初代 日吉 若）
夜：南 圭介（三代 手塚国光）、滝口幸広（三代 大石秀一郎）
2018年5月20日
昼：八神 蓮（初代 幸村精市）、兼崎健太郎（初代 真田弦一郎）、中河內雅貴（初代 仁王雅治）
夜：阪本獎悟（四代 越前龍馬）、牧田哲也（四代 桃城 武）、平田裕一郎（四代 海堂 薫）
註：青學十代於夜公演(大千秋樂)先行亮相

### Dream Live 2020
原於5月22、23、24、29、30、31日，舉行的演場會，因應2019新冠肺炎的影響，官方於2020年4月17日宣布中止公演
取而代之，官方於官網及官方Twitterwitter發表於5月30、31日兩天的當地時間下午五點在官方Youtube頻道，免費配信全國大會青學vs立海前後篇，並在配信結束後的二十四小時之內皆可無限次數觀看，原預計參加訪談的歷代出演者也以書信及錄影的方式留言，於兩日的開演前及中場休息前播放，在結束後原參與演唱會的出演者以視訊的方式(事先錄製完成)演唱第三季的安可曲Smile And Tears。
官方也在6月1日於官方Youtube頻道發布將兩日歷代出演者留言合成一部影片，及原參與演唱會的出演者演唱第三季的安可曲Smile And Tears單獨發布，並到6月30日皆可免費觀看。

## Dream Stream 相關
Dream Stream為原定於5月22、23、24、29、30、31日，舉行的Dream Live 2020，因2019新冠肺炎的影響而取消另外一種形式的最終集大成公演。
官方於8月4、11日發表製作第三季畢業企劃「連繫著所有人！網音第三季FINAL ROAD」的網路配信，並且在製作完成到公開配信前，將第三季的公演分為三個階段配信。第一階段為「秋的大運動會2019」，而第二階段及第三階段分別由粉絲自行投票出地區預賽到關東大賽及全國大賽的前三名人氣公演進行配信，最後一階段則是Dream Stream。
期間所有配信皆於日本配信平台「OPENREC.tv」進行付費配信收看，每場公演皆須購買觀看卷方可收看，三大階段含最後的畢業企劃全8場配信皆同，同一場的觀看卷可在同場的配信期間無限觀看，例如購買「秋的大運動會2019」的觀看卷，可在「秋的大運動會2019」配信期間無限觀看，配信日結束觀看卷即失效，下場配信則需再另外購買觀看卷以此類推。
特別映像「Dream Stream」出演者為原定Dream Live 2020出演的角色，歌曲部分則採用第二季PV的方式及利用劇場公演舞台攝影的方式呈現。
| 配信一覽 | 配信一覽                | 配信一覽       | 配信一覽 | 配信一覽                                                           | 配信一覽                 |
| 彈數     | 投票期間                | 結果發表       | Top      | 公演內容                                                           | 配信日期                 |
| -------- | ----------------------- | -------------- | -------- | ------------------------------------------------------------------ | ------------------------ |
| 第一彈   | 無                      | 無             | 無       | ミュージカル『テニスの王子様』秋の大運動會2019                     | 2020年8月23日～8月29日   |
| 第二彈   | 2020年8月23日～8月29日  | 2020年9月6日   | Top 3    | ミュージカル『テニスの王子様』3rdシーズン 青學vs山吹               | 2020年9月13日～9月19日   |
| 第二彈   | 2020年8月23日～8月29日  | 2020年9月13日  | Top 2    | ミュージカル『テニスの王子様』3rdシーズン 青學vs氷帝               | 2020年9月20日～9月26日   |
| 第二彈   | 2020年8月23日～8月29日  | 2020年9月20日  | Top 1    | ミュージカル『テニスの王子様』3rdシーズン 青學vs立海               | 2020年9月27日～10月3日   |
| 第三彈   | 2020年10月4日～10月10日 | 2020年10月18日 | Top 3    | ミュージカル『テニスの王子様』15周年記念コンサート Dream Live 2018 | 2020年10月25日～10月31日 |
| 第三彈   | 2020年10月4日～10月10日 | 2020年10月25日 | Top 2    | ミュージカル『テニスの王子様』3rdシーズン 青學vs四天寶寺           | 2020年11月1日～11月7日   |
| 第三彈   | 2020年10月4日～10月10日 | 2020年11月1日  | Top 1    | ミュージカル『テニスの王子様』3rdシーズン 青學vs比嘉               | 2020年11月8日～11月14日  |
| SP映像   | 無                      | 無             | 無       | ミュージカル『テニスの王子様』Dream Stream 前夜祭                  | 2020年11月14日～11月15日 |
| SP映像   | 無                      | 無             | 無       | ミュージカル『テニスの王子様』Dream Stream                         | 2020年11月15日～11月21日 |

## 製作團隊
- 主辦：Marvelous Entertainment/ NELKE PLANNING
- 製作：NELKE PLANNING
- 製作監督：上島雪夫
- 導演：井関佳子
- 腳本：三ツ矢雄二（Absolute king 立海 feat.六角 Second Service之前）、三井秀樹（Progressive Match 比嘉 feat.立海之後）
- 作詞：三ツ矢雄二
- 作曲：佐橋俊彦
- 編曲：佐橋俊彦、大石憲一郎・滝千奈美
- 編舞：本山新之助

## 外部連結
- 官方網站（日） （页面存档备份，存于）
- 公式Blog（日） （页面存档备份，存于）